# Olegario Víctor Andrade (Misiones)
Olegario Víctor Andrade é um município da Argentina, Província de Misiones. Possui uma população de 1.454 habitantes (INDEC 2001).